# USS LST-488
O USS LST-488 foi um navio de guerra norte-americano da classe LST que operou durante a Segunda Guerra Mundial.